# Domitilla-Katakomben

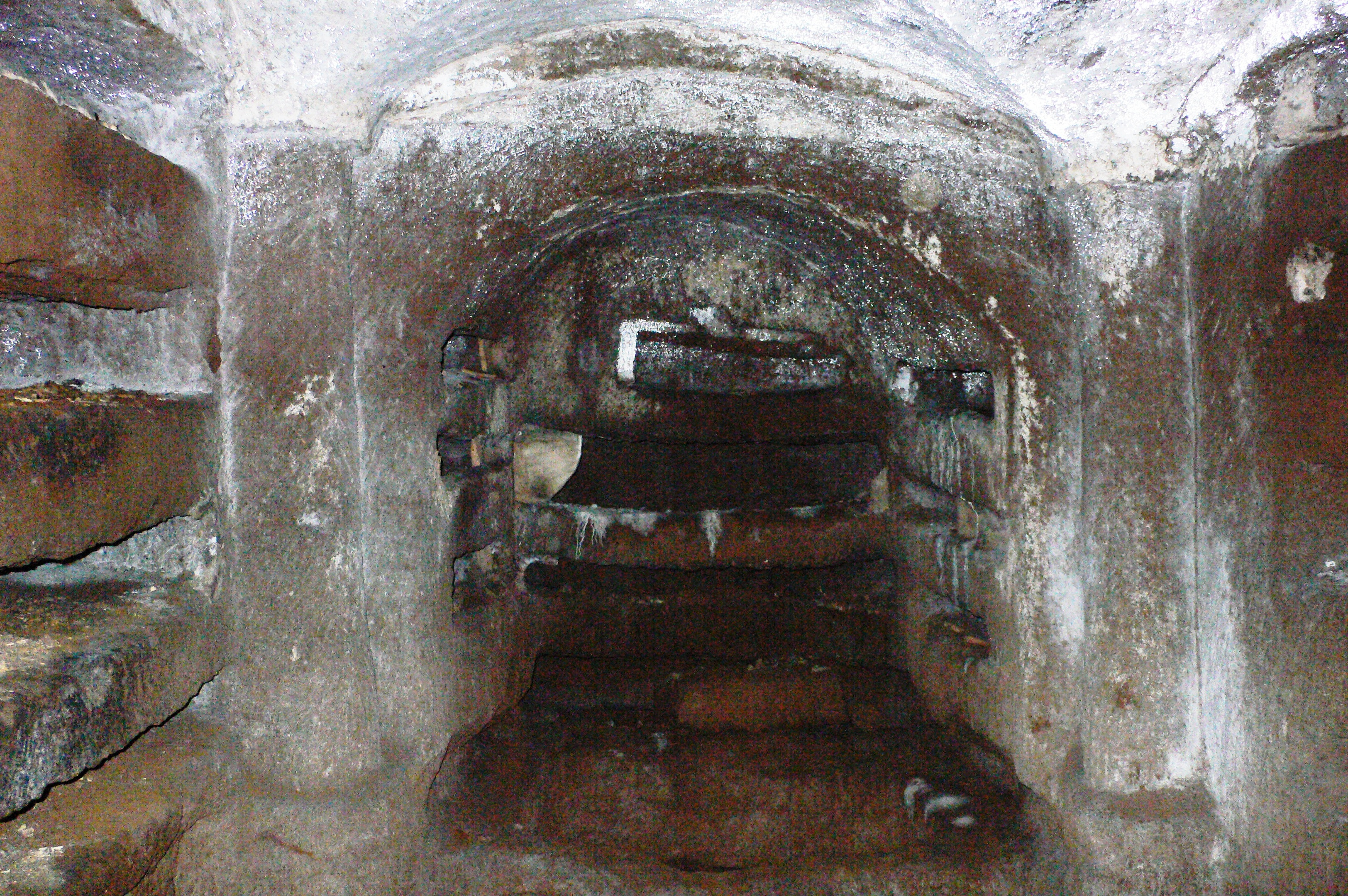
Gang mit in den Tuff gehauenen Wandgräbern (Loculusgrab)

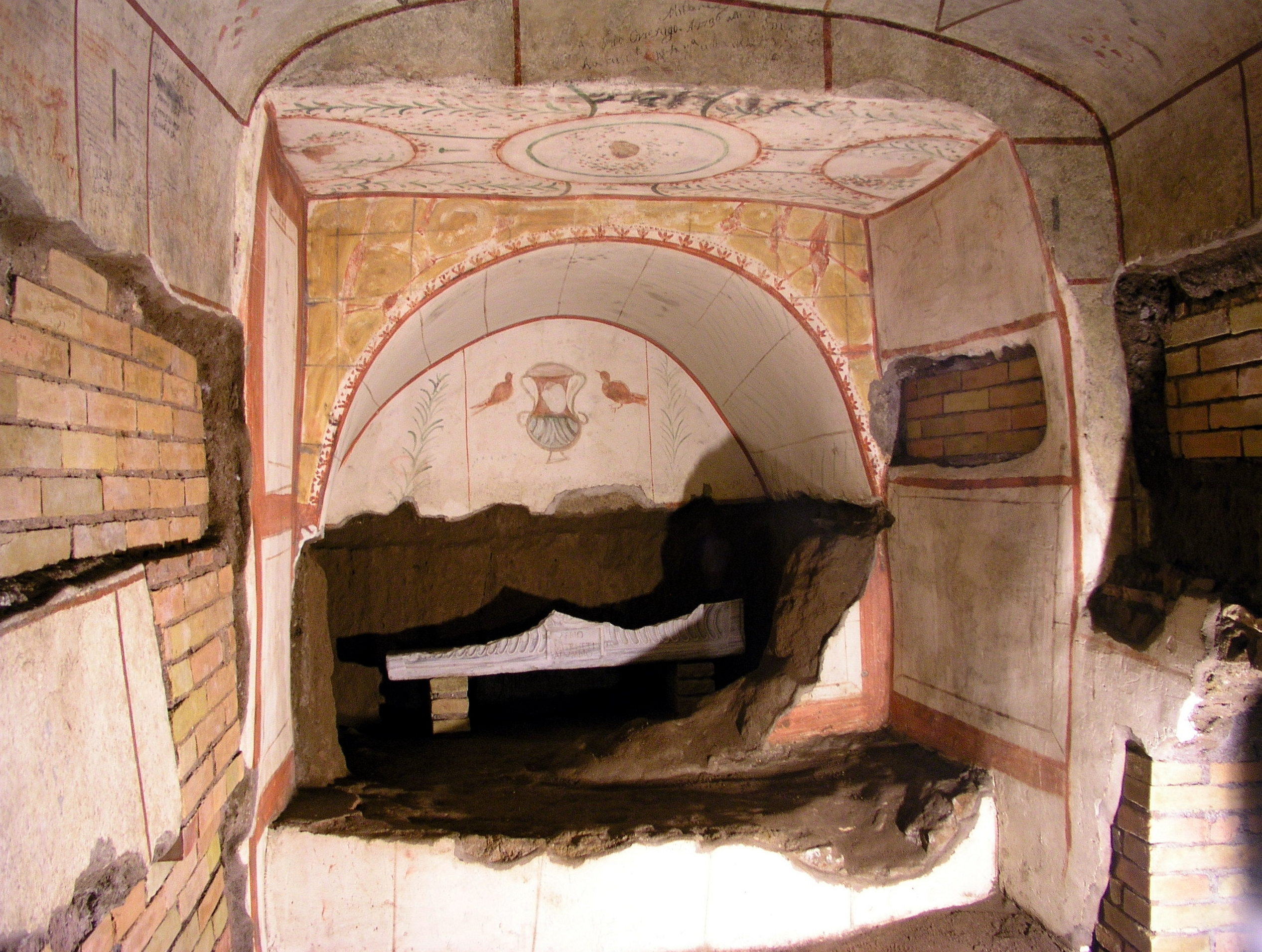
Arcosolgrab (Arcosolium) mit Fresken

Die Domitilla-Katakomben in Rom bilden das größte System von Katakomben der rund sechzig antiken Katakomben der Stadt. Sie enthalten auf vier bis zu fünf Meter hohen Etagen eingelassene Gräber aus dem ersten bis zum vierten Jahrhundert, mit traditionell antiker und mit christlicher Ikonographie.

## Lage und Namensgebung
Dieser weitläufigste unterirdische Friedhof Roms befindet sich südwestlich des unteren Abschnitts der Via Ardeatina und südlich der Via delle sette chiese. Der Name erinnert an Flavia Domitilla aus dem kaiserlichen Geschlecht der Flavier, die den Grund und Boden im 1. Jahrhundert als Begräbnisplatz zunächst für ihre nichtchristlichen Freigelassenen zur Verfügung gestellt hatte. Sie soll nach ihrem Übertritt zum christlichen Glauben verbannt und in der Verbannung als Märtyrerin Ende des 1. Jahrhunderts oder Anfang des 2. Jahrhunderts gestorben sein. Gegen Ende des 2. Jahrhunderts entstand aus dieser Begräbnisstätte eine christliche Katakombe, die bis ins 4. Jahrhundert ständig erweitert und ausgebaut wurde. Anfang des 4. Jahrhunderts hat man hier auch die Märtyrer Nereus und Achilleus beigesetzt.

## Frühchristliche Malerei
In den verschiedenen Begräbniskammern und an den Wänden der Gänge haben sich zahlreiche Fresken erhalten, die einen guten Querschnitt durch die Entwicklungsgeschichte der christlichen Malerei bieten: aus der Frühzeit Symbole des Lebens und der Auferstehung, die Szene von Daniel in der Löwengrube, eine der frühesten Darstellungen des Guten Hirten, eine thronende Madonna, die Weisen aus dem Morgenland, die hier ausnahmsweise zu viert auftreten, sowie Christus und die Apostel. Vereinzelt finden sich auch profane Bilder, wie Marktszenen. Alle Darstellungen sind „al fresco“ auf den noch feuchten Untergrund aus Kalk und Marmorstaub gemalt, nachdem das poröse Tuffgestein damit überzogen worden ist.

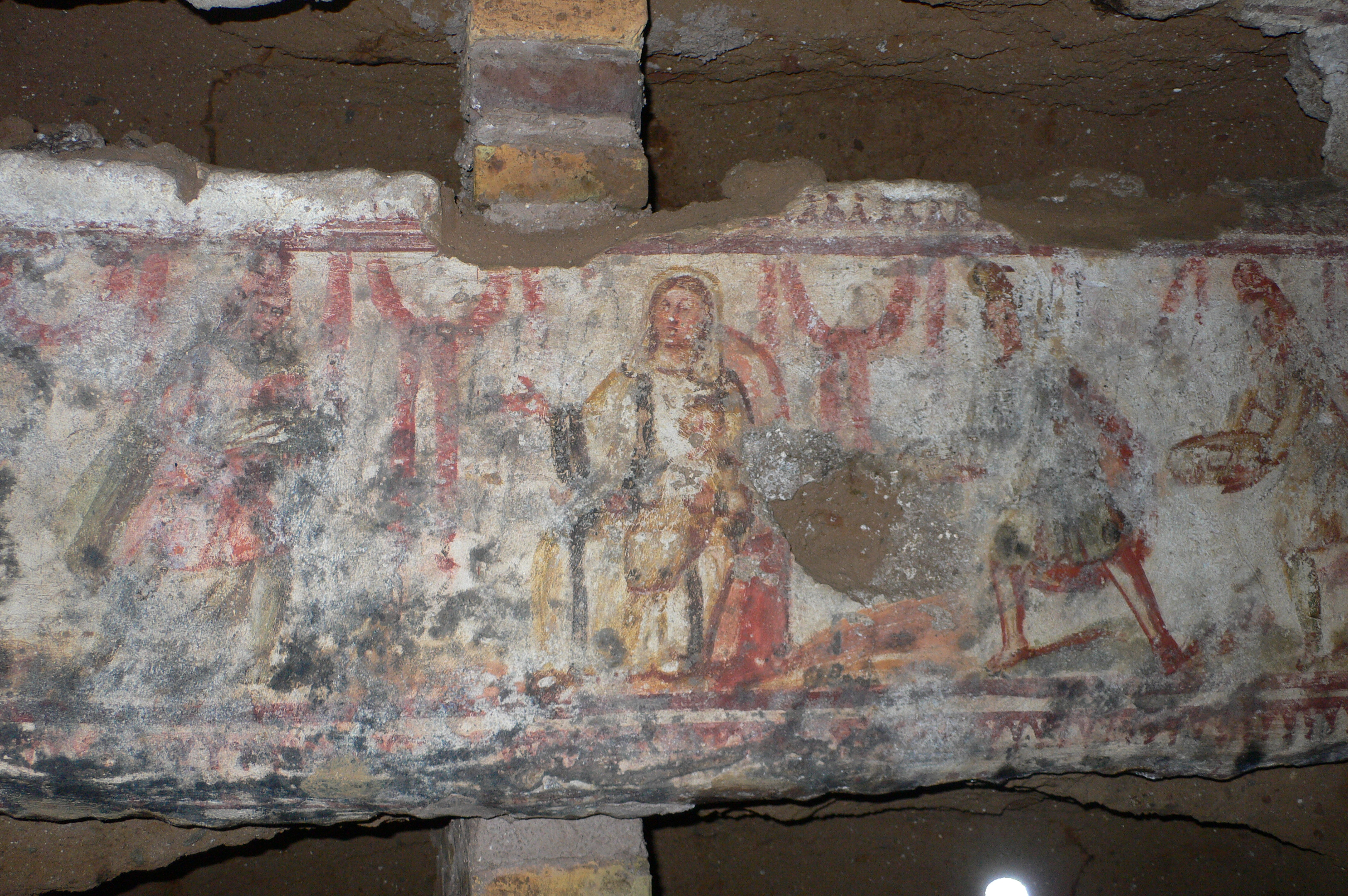
Die Weisen aus dem Orient vor Maria
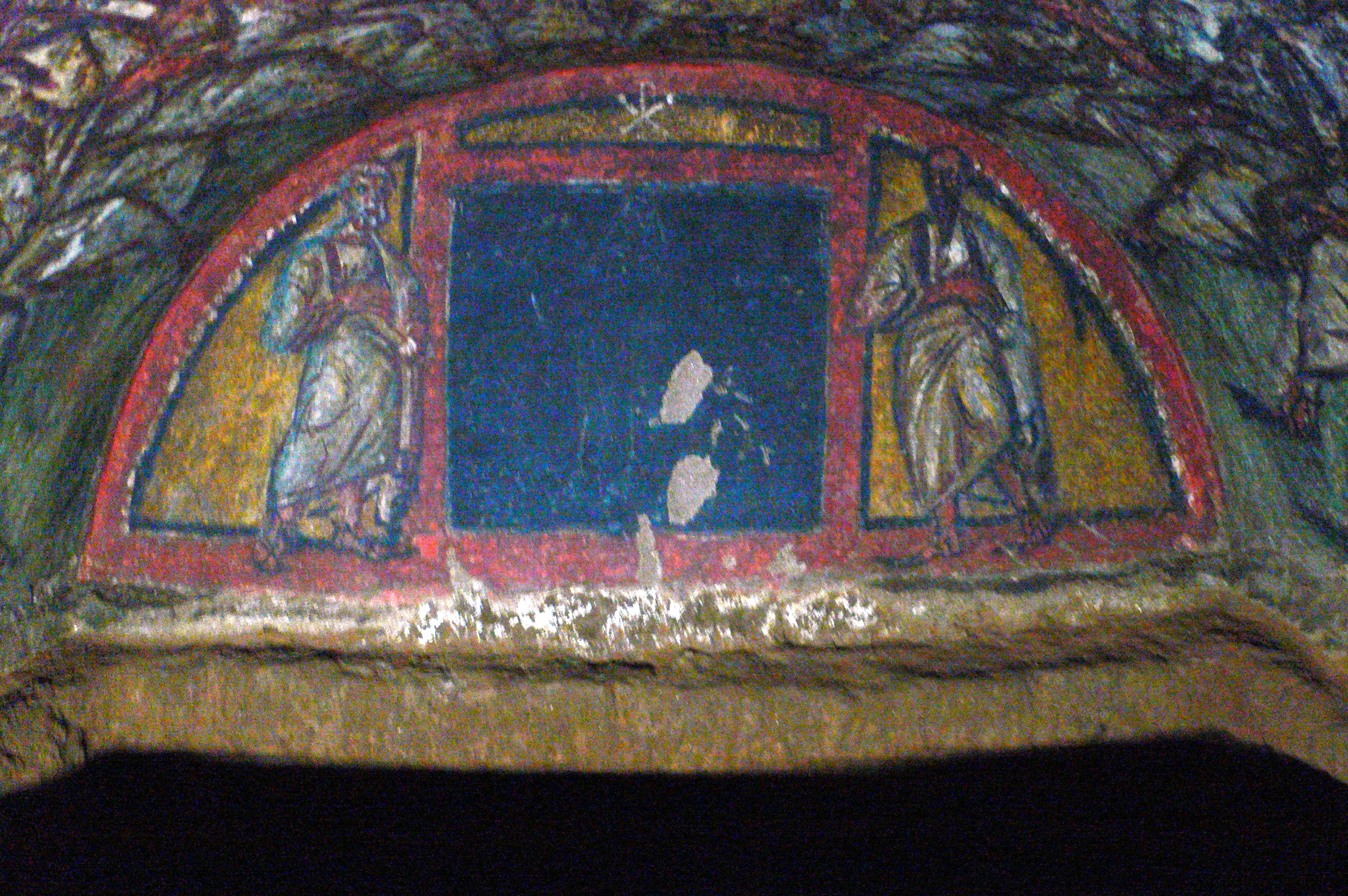
Jesus mit Petrus und Paulus, darüber das Christusmonogramm
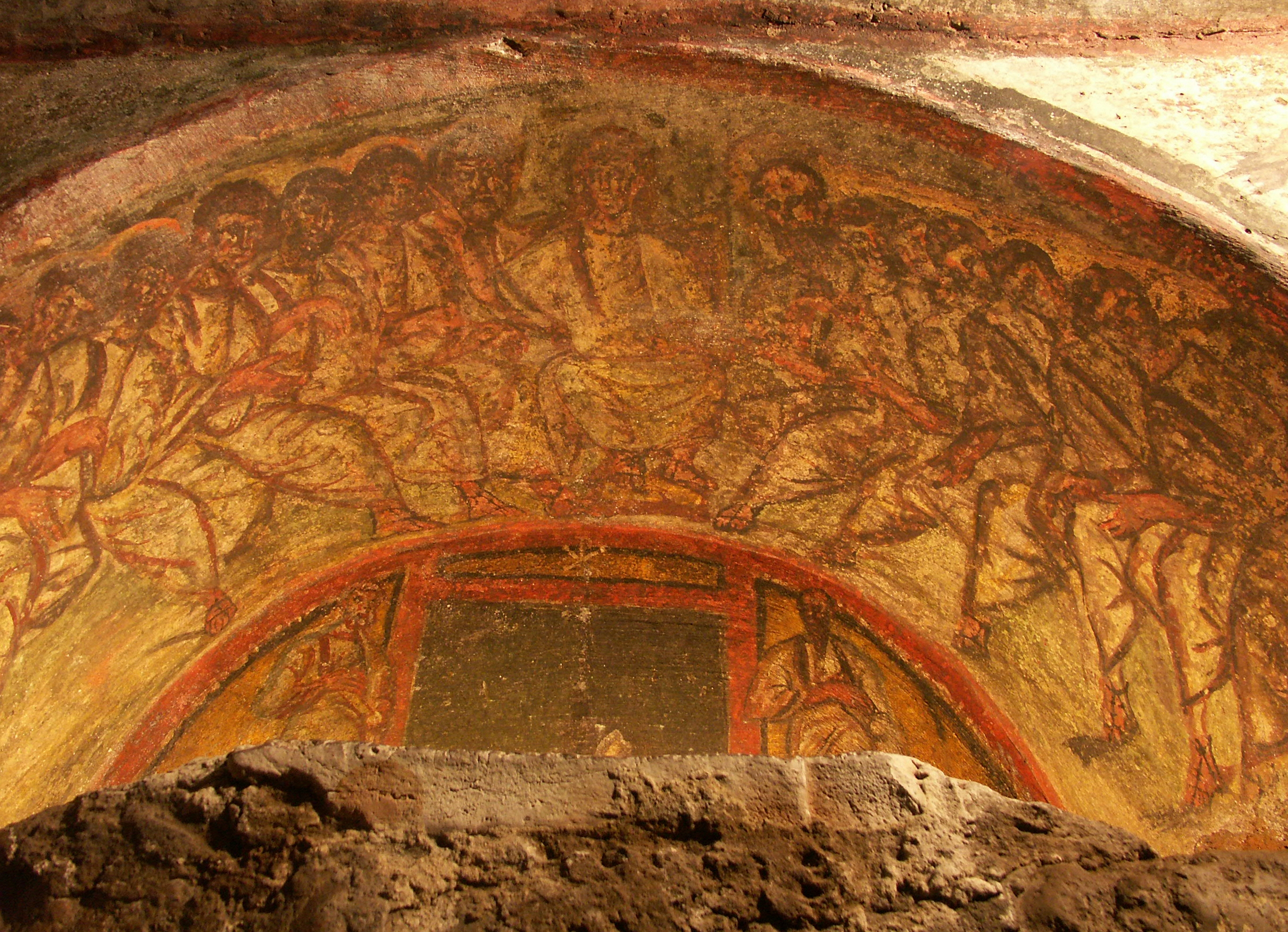
Jesus und die zwölf Apostel
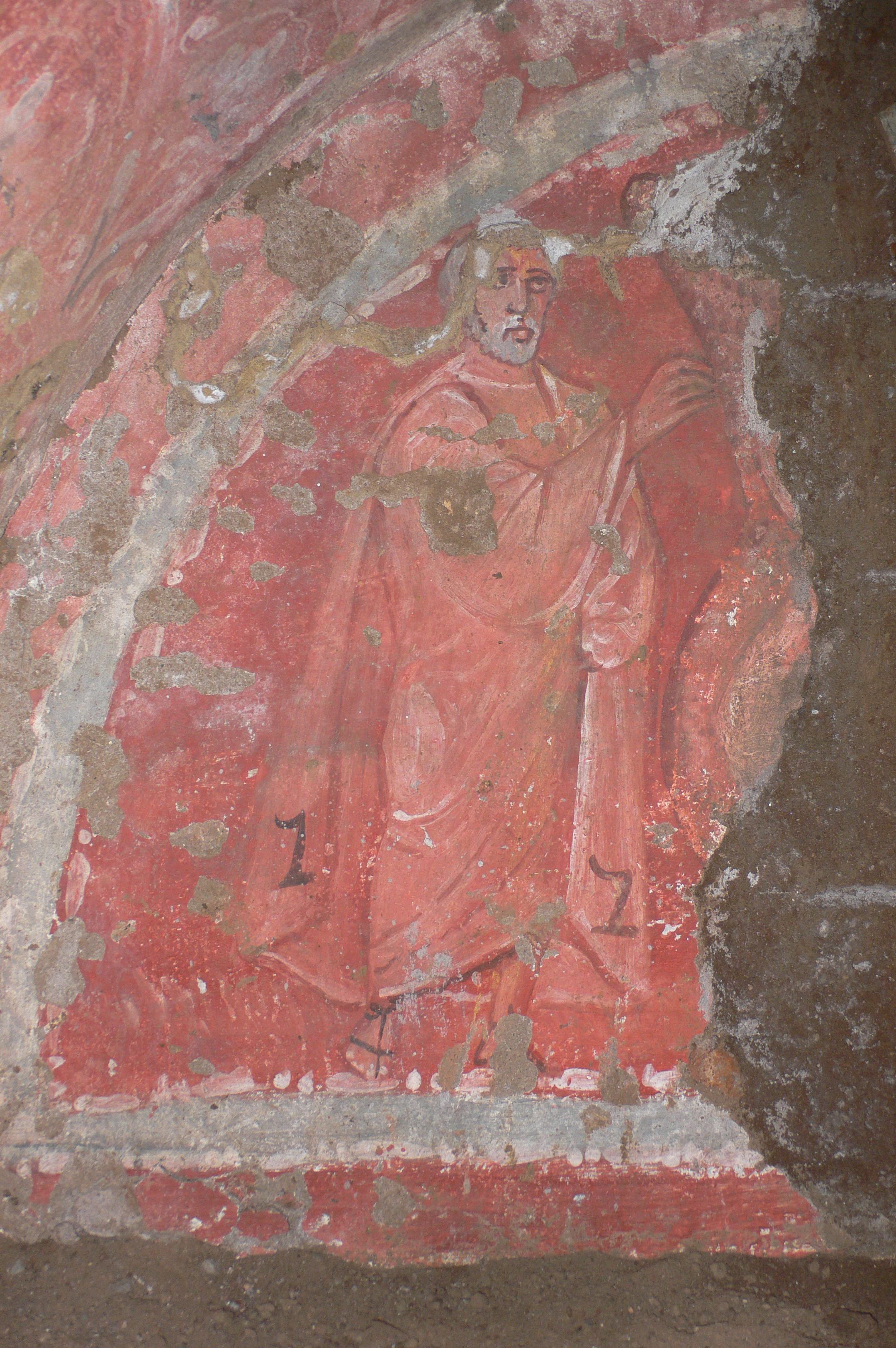
Apostel mit Z = Zeta (ζῆτα) auf dem Obergewand (Gammadion)
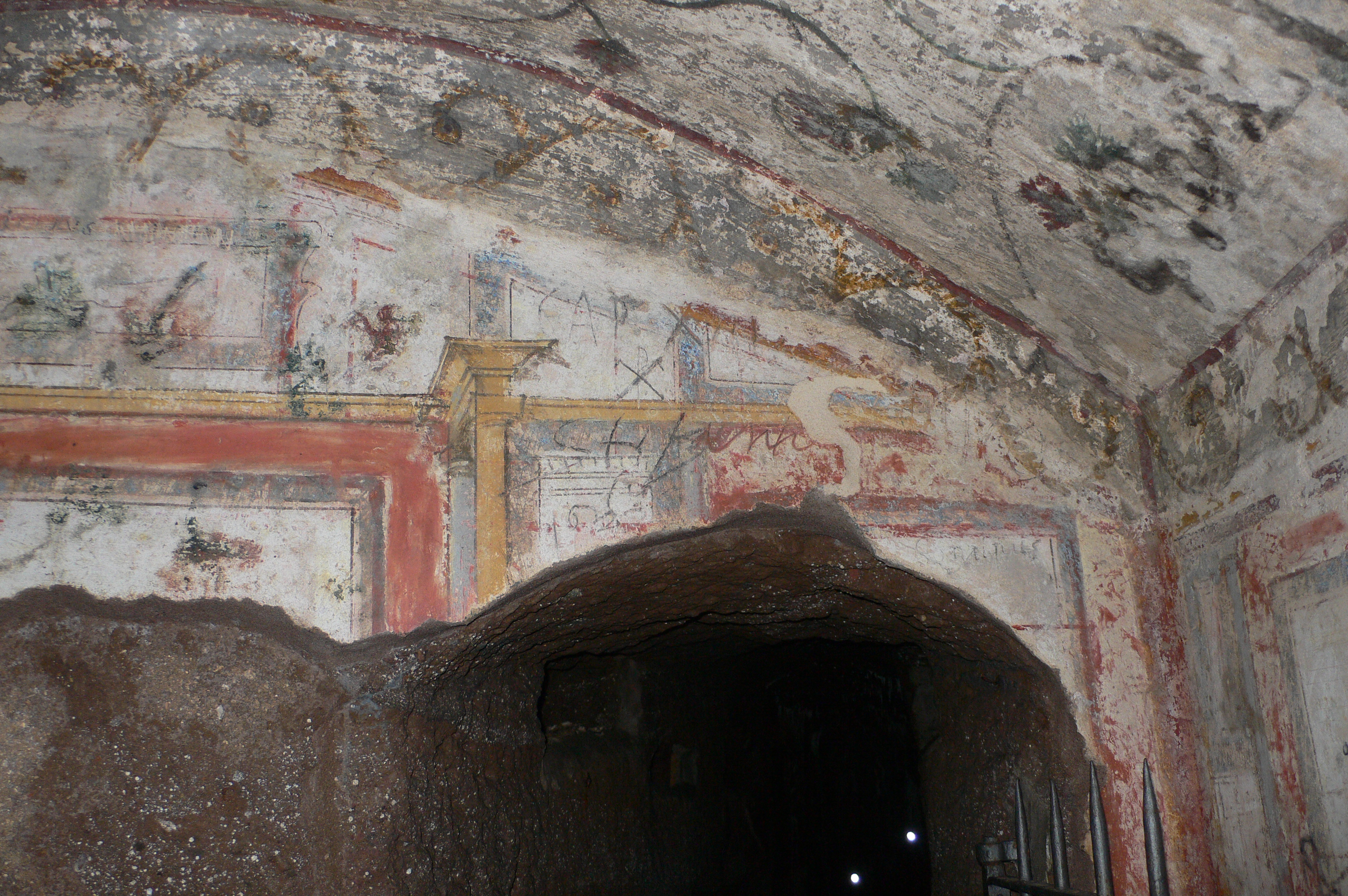
Fresken mit Motiven aus Architektur und Pflanzenwelt
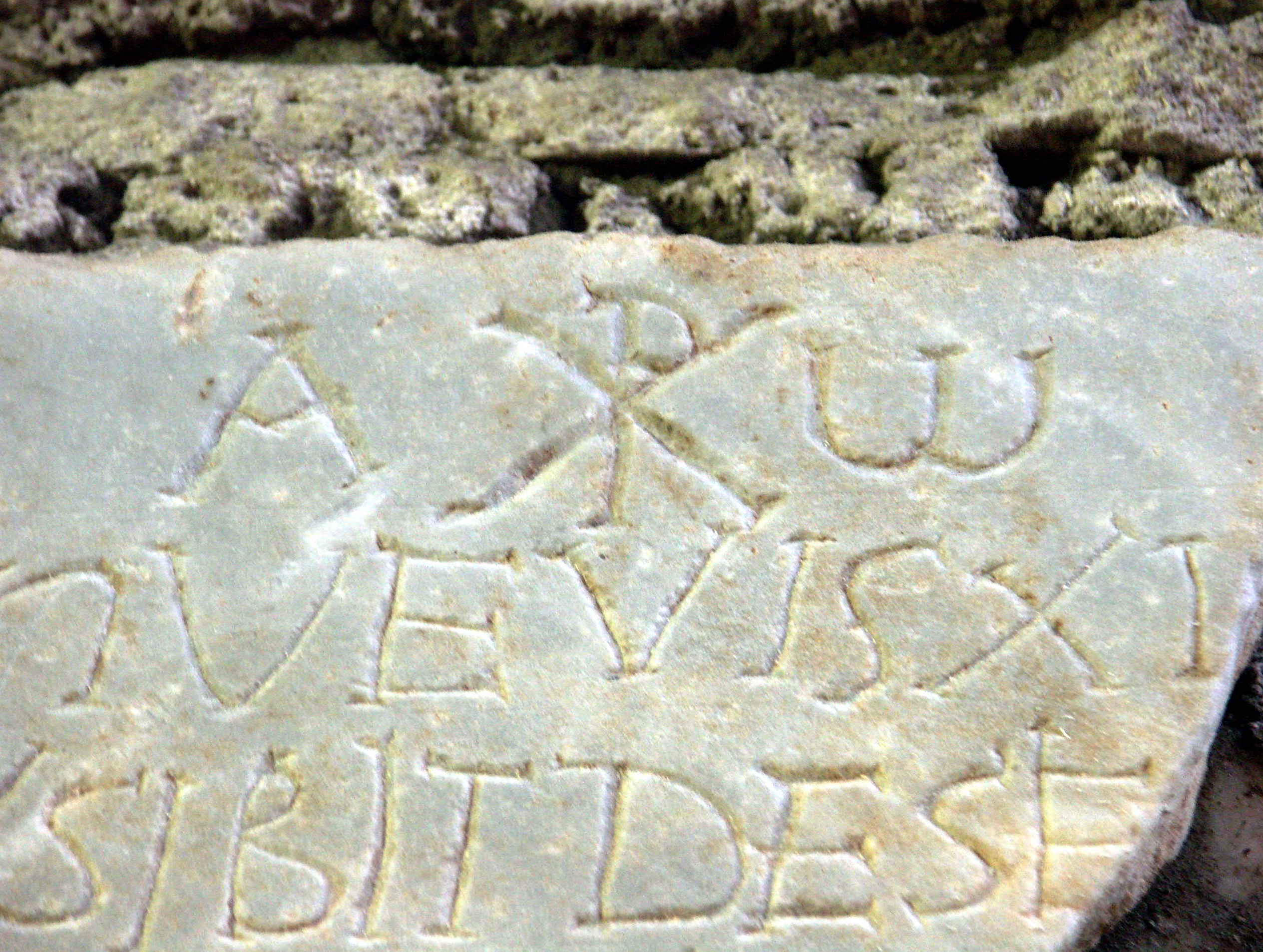
Steintafel mit Inschrift, Alpha und Omega und Christusmonogramm
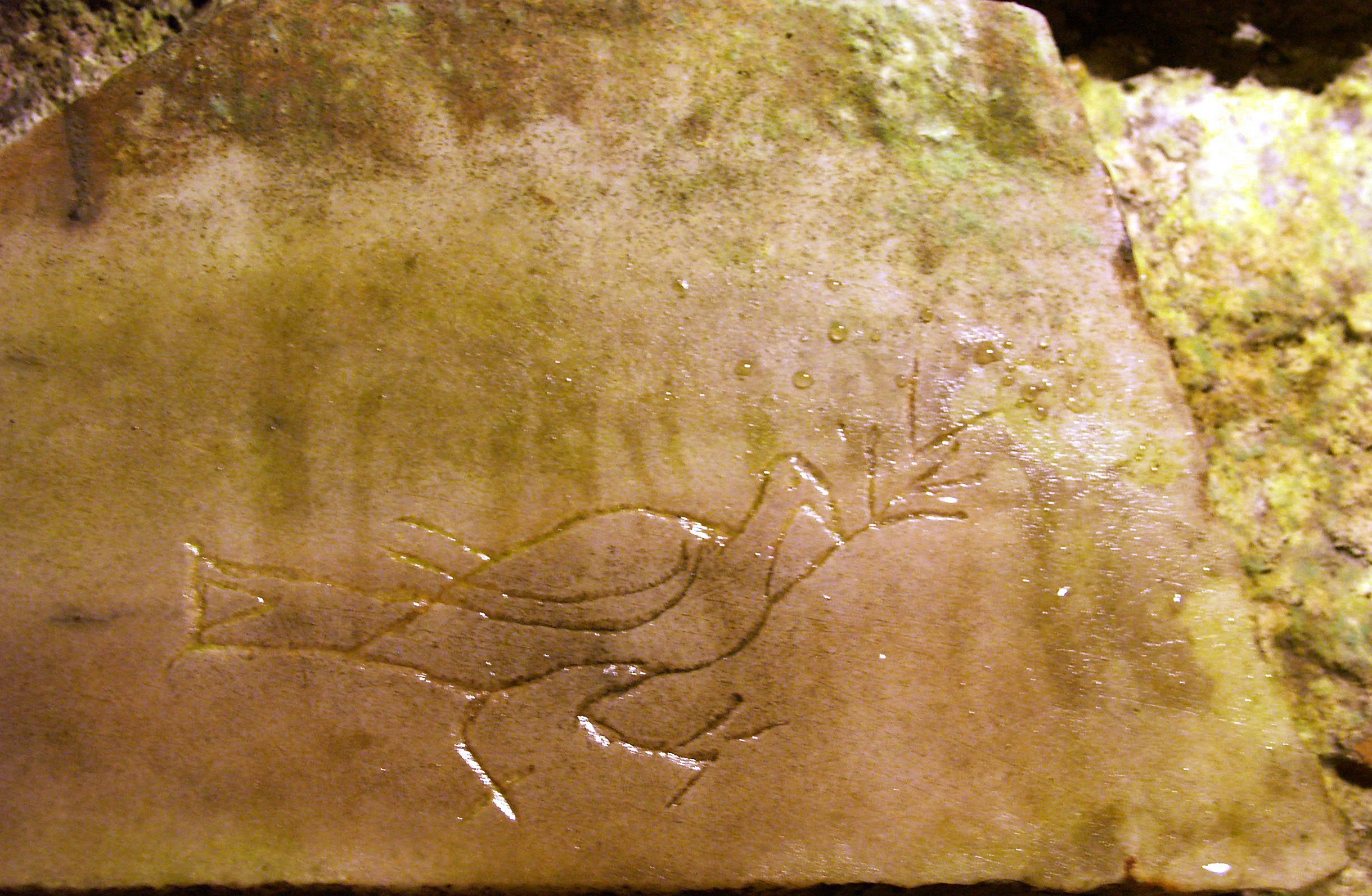
Taube mit Olivenzweig auf Steintafel

## Katakombenbasilika

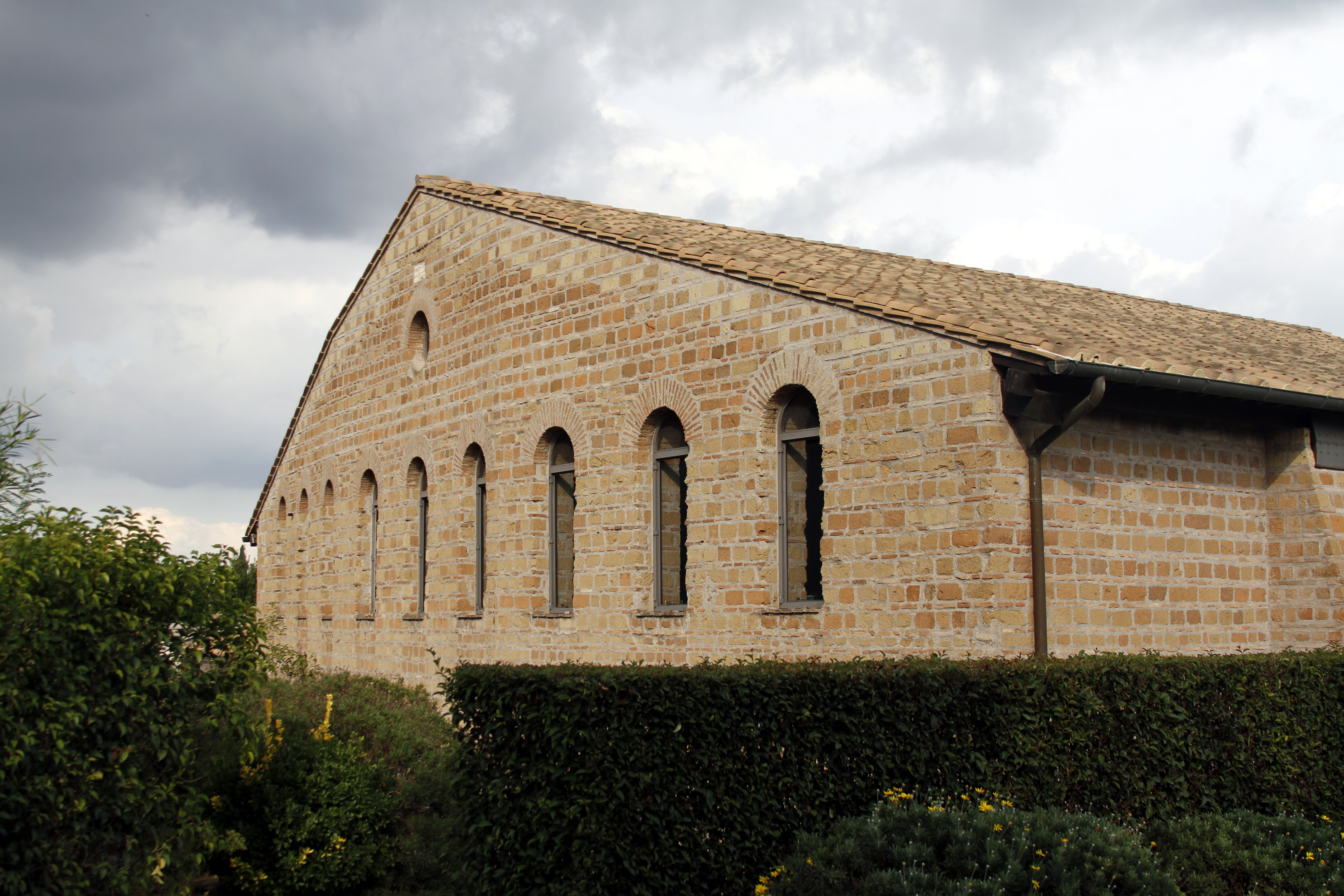
Katakomben-Basilika

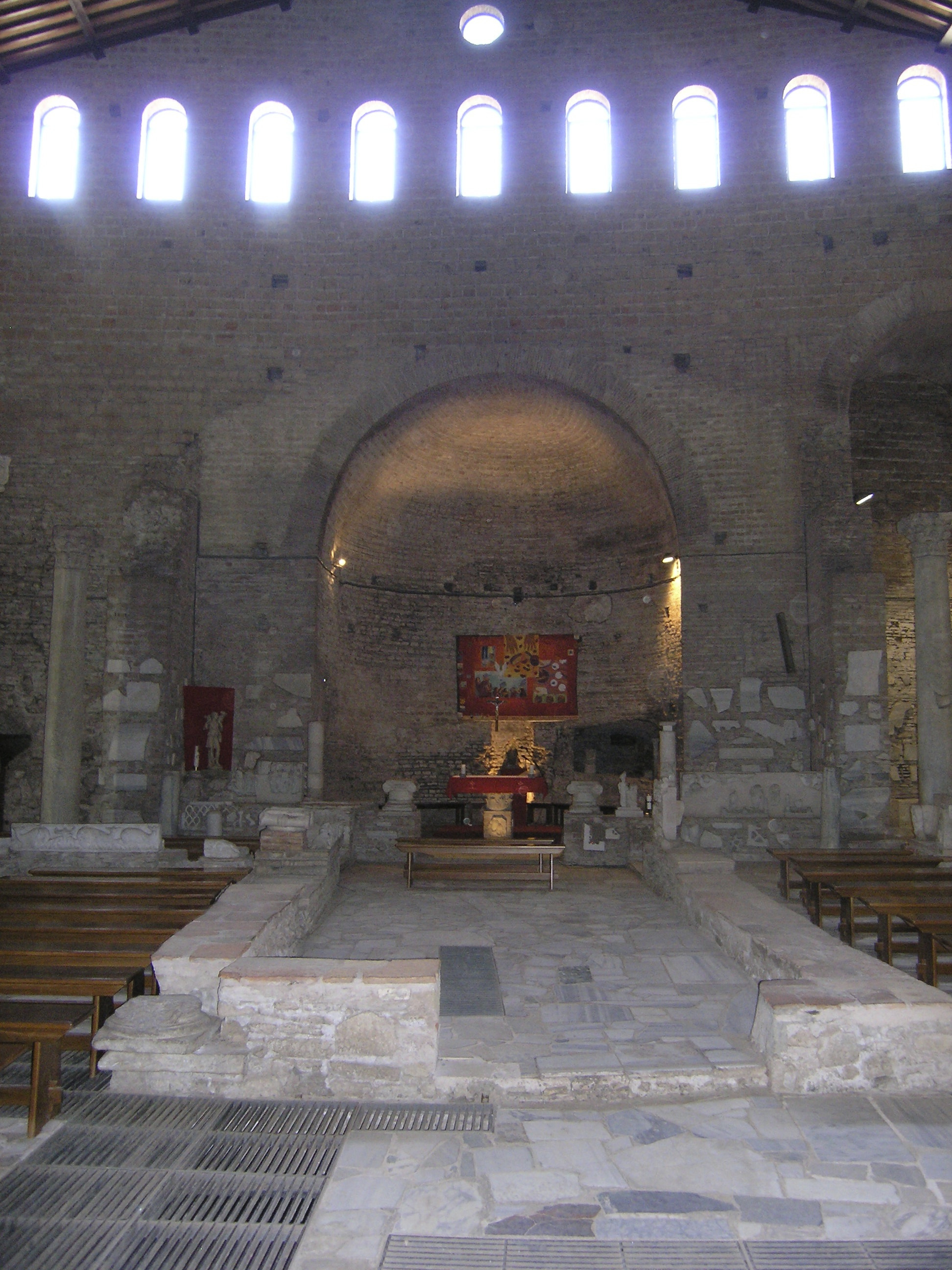
Inneres der Katakombenbasilika

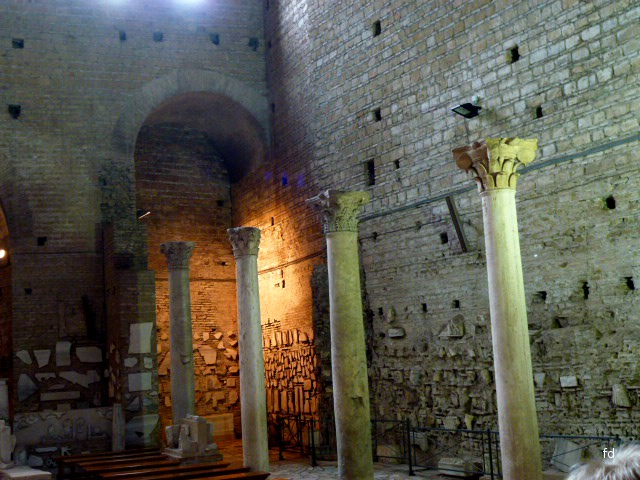
Säulen der Katakombenbasilika

Über den Domitilla-Katakomben wurde um 390 unter Papst Siricius (384–399) die Basilika Santi Nereo e Achilleo in der Weise erbaut, dass man die Kirche zur Hälfte unter die Erdoberfläche verlegte, um den Altar unmittelbar über den dortigen Gräbern der um 295 als Märtyrer verstorbenen kaiserlichen Soldaten Nereus und Achilleus errichten zu können. Diese Bauform wird als Katakombenbasilika oder Basilica ad corpus bezeichnet. Die Märtyrergräber befanden sich ursprünglich in einer Grabkammer (cubiculum), die bereits von Papst Damasus I. (366–384) durch eine Gedenktafel hervorgehoben worden war. Es wird vermutet, dass die heute in der Basilika vor dem Altarraum aufgestellte Säule mit einer Darstellung der Enthauptung des Achilleus ebenfalls dazu gehört hat. Auf dieser Säule ist dargestellt, wie Achilleus fliehen will, um der Enthauptung zu entgehen. Im Hintergrund wird ein Kreuz mit dem für den Märtyrer bestimmten Siegeskranz sichtbar. 
Die Katakombenbasilika war ein dreischiffiger Bau (31 m lang, zwischen 17 und 12 m breit) mit Apsis im Westen über der Memoria und weiteren Märtyrergräbern; eine steile Treppe führte hinunter in den Narthex, von wo aus man das Mittelschiff betreten konnte. Die Kirchenschiffe waren durch Arkaden mit Spoliensäulen voneinander getrennt.
Diese im 9. Jahrhundert dem Verfall preisgegebene Coemeterialbasilika wurde 1874 ausgegraben und wieder aufgebaut. Sie darf nicht verwechselt werden mit der gleichnamigen Kirche Santi Nereo e Achilleo in Nähe der Caracalla-Thermen, in welche die Reliquien der Kirchenpatrone und anderer Heiliger im 6. Jahrhundert übertragen wurden.

## Katakombenpakt
Am 16. November 1965, wenige Wochen vor dem Ende des Zweiten Vatikanischen Konzils, wurde in der Katakombenbasilika der Katakombenpakt geschlossen, den 40 Bischöfe aus der ganzen Welt als Erstunterzeichner eingingen. Der Pakt griff das Leitwort Johannes XXIII. von einer „Kirche der Armen“ auf. Bis heute haben sich mehr als 500 Bischöfe in aller Welt dem Pakt angeschlossen und sich damit zu einem einfachen Lebensstil und zum Dienst an den Armen sowie zum Verzicht auf Prunk und Titel verpflichtet.